# Чарлс Гимар
Чарлс Доналд „Сам“ Гимар (на английски: Charles Donald "Sam" Gemar) е американски астронавт, участник в три космически полета.

## Образование
Чарлс Гимар завършва колеж в Скотланд, Южна Дакота през 1973 г. През 1979 г. завършва военната академия Уест Пойнт, окръг Ориндж, Ню Йорк.

## Военна кариера
През ноември 1973 г. постъпва на служба в 18-и Въздушнодесантен корпус, базиран във Форт Браг, Северна Каролина. През 1979 г. преминава курс на обучение за пилот на многодвигателни военни самолети във Форт Бенинг, Джорджия. През октомври 1980 г. е прехвърлен в 24-та Пехотна дивизия, Форт Стюарт, Джорджия, където служи до 1 януари 1985 г.

## Служба в НАСА
Чарлс Доналд „Сам“ Гимар е избран за астронавт от НАСА на 4 юни 1985 г., Астронавтска група №11. Завършва успешно курса на обучение през юли 1986 г. Взима участие в три космически полета и има 580 часа в космоса.

### Полети
| Космически полети на Чарлс Доналд „Сам“ Гимар            | Космически полети на Чарлс Доналд „Сам“ Гимар | Космически полети на Чарлс Доналд „Сам“ Гимар | Космически полети на Чарлс Доналд „Сам“ Гимар | Космически полети на Чарлс Доналд „Сам“ Гимар | Космически полети на Чарлс Доналд „Сам“ Гимар | Космически полети на Чарлс Доналд „Сам“ Гимар |
| №                                                        | Дата                                          | КК                                            | Емблема на мисията                            | Функции                                       | Продължителност                               |                                               |
| -------------------------------------------------------- | --------------------------------------------- | --------------------------------------------- | --------------------------------------------- | --------------------------------------------- | --------------------------------------------- | --------------------------------------------- |
| 1                                                        | 15 ноември 1990                               | „Атлантис“, мисия STS-38                      |                                               | Специалист на мисията                         | 4 денонощия 21 часа 54 мин. 31 сек.           |                                               |
| 2                                                        | 12 септември 1991                             | „Дискавъри“, мисия STS-48                     |                                               | Специалист на мисията                         | 5 денонощия 08 часа 27 мин. 38 сек.           |                                               |
| 3                                                        | 4 март 1994                                   | „Колумбия“, мисия STS-62                      |                                               | Специалист на мисията                         | 13 денонощия 23 часа 16 мин. 41 сек.          |                                               |
| Сумарно време в космоса – 24 дни 05 часа 38 мин. 50 сек. |                                               |                                               |                                               |                                               |                                               |                                               |

## Награди
- Медал за отлична служба;
- Медал за постижения;
- Медал за похвална служба;
- Медал за похвала с дъбови листа;
- Медал за национална отбрана (2);
- Медал за добро командване;
- Медал на НАСА за участие в космически полет (3);
- Медал на НАСА за изключителни постижения;
- Национален медал за научни постижения.